# Omorgus monachus
Omorgus monachus is een keversoort uit de familie beenderknagers (Trogidae). De wetenschappelijke naam van de soort is voor het eerst geldig gepubliceerd in 1790 door Herbst in Jablonsky.